# 牧野聖修
牧野 聖修（まきの せいしゅう、1945年5月4日 - ）は、日本の政治家。
衆議院議員（4期）、経済産業副大臣（野田内閣）、法務政務次官（羽田内閣）、衆議院政治倫理の確立及び公職選挙法改正に関する特別委員長、静岡県議会議員（3期）、静岡市議会議員（1期）などを歴任。

## 概要

### 国会議員当選まで
満洲国生まれ、静岡市育ち。アソカ幼稚園、静岡大学教育学部附属静岡小学校、静岡大学教育学部附属静岡中学校、静岡県立静岡高等学校、中央大学法学部法律学科卒業。
家業の青果商を継いだ後、1971年、25歳で静岡市議に初当選。その後静岡県議を3期務めた。自由民主党に所属していた。
1989年、無所属新人候補の政治団体自由連合の旗揚げに参加。
1990年、第39回衆議院議員総選挙において無所属で旧静岡1区より立候補し落選。その後細川護熙らと日本新党を結成（党員番号1番）した。

### 国会議員当選後
1993年、第40回衆議院議員総選挙において日本新党公認で初当選。羽田内閣では法務政務次官を務める。
1994年、日本新党解党後、新進党には参加せず、海江田万里と共に民主新党クラブを経て1995年に市民リーグを結成。1996年、旧民主党の結党に参加したが、第41回衆議院議員総選挙で落選。
1998年、民主党結成に参加。2000年の第42回衆議院議員総選挙では静岡1区で無所属新人の上川陽子に敗れたが比例復活で国政に復帰した。2003年には初めて小選挙区で当選。2005年の総選挙では落選したが、2009年の第45回衆議院議員総選挙において当選し、三度国政に復帰。
2009年9月18日、衆議院政治倫理の確立及び公職選挙法改正に関する特別委員長に就任。2010年2月20日、民主党静岡県連代表に就任した。
同年5月24日、政治倫理の確立及び公職選挙法改正に関する特別委員会にて国会議員の選挙等執行経費基準法改正法案について委員長として採決を行った。
普天間基地移設問題では徳之島移設案の中心人物であったが、同案は2010年7月20日に断念された。
2010年9月21日、民主党国会対策委員長代理に就任したが、陸山会政治資金規正法違反事件で強制起訴された小沢一郎元代表に離党を促すべきと発言したことが党内から批判を受け、同年10月5日に辞任。
2010年11月、劉暁波へのノーベル平和賞授賞式に、友人として招待された。劉の妻及び支援者による人選の結果で、世界30人のうちの1人。
2011年9月5日、野田内閣で経済産業副大臣に就任した（第1次改造、第2次改造において留任）。2012年10月2日、野田第3次改造内閣の発足に伴い、同副大臣を退任した。同年12月の第46回衆議院議員総選挙では静岡1区から立候補するが落選。比例復活ならず、議席を失った。2014年12月に行われた第47回衆議院議員総選挙でも静岡1区から立候補。398回の街頭演説を繰り返し、政権への批判票の取り込みを狙ったが、追い風は吹かず落選した。
2015年4月16日、静岡県庁で記者会見を開き、政界引退を表明した。
2015年11月、旭日重光章受章。
2016年8月、次期衆議院総選挙の公認予定候補となる静岡1区の党総支部長の人選（牧野らは青山雅幸を推していた）を巡って民進党静岡県連と対立し、第1区支部役員ら13名と共に民進党を離党した。
2019年の第25回参議院議員通常選挙では、国民民主党現職の榛葉賀津也を原発政策などを理由に支持せず、立憲民主党が榛葉への刺客候補として擁立した徳川家広陣営の総合選対本部長を務めたが、徳川は榛葉らに敗れて落選した。

## 第22回参議院議員通常選挙での党内対立

### 選挙までの経緯
2010年の第22回参議院議員選挙で、当初民主党の選挙責任者となっていた幹事長の小沢一郎は、静岡県選挙区を含む2人区でも複数候補の擁立を進め、静岡では現職の藤本祐司に加えて、中本奈緒子を擁立した（2009年10月の第20回参議院議員補欠選挙で当選した土田博和は、静岡県選挙区から比例代表に移った）。しかし、中本の擁立に静岡県連や連合静岡（吉岡秀規会長）が反発し、そのため小沢側が藤本への選挙資金の提供を中止するなど、険悪な状況になった。小沢の幹事長辞職後、菅直人代表・枝野幸男幹事長体制になると、藤本への資金提供は再開された。静岡県連は改めて中本の公認取り消しを党本部に要求した。しかし、トップが鳩山から菅に交代し内閣支持率が急上昇したことを理由に、枝野ら党本部側は公認取り消しを拒否し、あくまで2人を擁立するよう主張した。中本も譲らず、2人公認は維持された。

### 選挙運動
だが選挙戦では静岡県連はもちろん、菅執行部も実質藤本支援に専念し、中本を切り捨てた格好になった。7月11日投開票の結果、藤本は2位当選したが、中本は大差で落選した。中本は敗因について「組織の力の前に及ばなかった。私にも県連の力が必要だった」と述べ、静岡県連の執行部の選挙戦術を批判した。
仮に藤本と中本の得票数を足して等分した場合、3位、4位となり、両者とも落選していた。

### 選挙結果の総括
7月16日、牧野は幹事長の枝野が行った参院選の敗因聞き取り調査で、小沢が離党しないのであれば、党として離党勧告するよう要求。記者会見では、民主党が大敗した原因について、小沢による2人区での複数擁立にあったとの見解を示した。「これだけ現職を落とし、小沢氏は万死に値する。離党して責任を取るべきだ」と主張するなど、参院選当時の選挙責任者である枝野や選挙対策委員長の安住淳の責任ではなく、既に幹事長を辞任していた小沢の責任を追及した。なお、読売新聞によれば、過去の民主党の処分において、「選挙敗北の責任で処分された例はない」という。
牧野はさらに、衆議院議員の小林正枝が県連の決定に反して中本を支援したことを理由に、その罷免を主張した。しかし、小林が詫びを入れたため、厳重注意処分に留めた。その上で、小林が中本を支援したのは、出馬を勧誘した小沢の要請であったことを取り上げ、比例候補者選びの明確なルール化を党本部に求める考えを明らかにした。

## 政策
- 選択的夫婦別姓制度導入について、「どちらとも言えない」としている[22]。

## 所属していた団体・議員連盟
- 政権公約を実現する会
- チベット問題を考える議員連盟（会長）
- 静岡にもLRTを走らせる会（会長）
- 人権問題を市民とともに考える議員連盟（幹事長）

## 著書
- 『ダライ・ラマの微笑 最新チベット事情』（五十嵐文彦との共著） 蝸牛社 1998年 ISBN 4-87661-336-2